# 제34비행대대 (핀란드)
제34비행대대(핀란드어: Lentolaivue 34; LLv.34)는 제2차 세계 대전 당시 활동한 핀란드 공군의 전투기 대대이다. 1944년 2월 14일 제34전투비행대대(핀란드어: Hävittäjälentolaivue 34; HLe.Lv.34)로 개칭했다. 상급부대는 제3비행연대였다.
제34대대는 독일로부터 지원받은 신예기인 메서슈미트 Bf-109G를 운용하기 위해 각 부대에서 이미 이름을 알린 최고의 조종사들(일마리 유틸라이넨, 에이노 루카넨 등)을 차출해 데려갔다. 제34대대는 적기 총 345기를 격추하고 자기 30기를 잃었다(적기에 피격추 13기, 대공포 피격추 5기, 사고 7기, 기술결함 5기). 작전 중 사망 또는 실종된 조종사는 12명이고 포로로 잡힌 조종사는 1명이다. 제34비행대대 조종사 중 세 명이 만네르헤임 십자장을 수훈했다.
메서슈미트 Bf 109G-2 16기를 주력기체로 사용했으며, 이후 Bf 109G-6으로 교체했다. 전투 도중 적의 호커 허리케인 2A형 1기를 노획했지만 출격임무에 사용된 적은 없었다.
1944년 12월 제33비행대대로 재명명되면서 제34대대는 소멸했다.